# Nicolaus Fransoyser
Nicolaus Fransoyser (* zwischen 1285 und 1290; † 5. April 1361) war ein Ratsherr und Bürgermeister der Stadt Hamburg.

## Leben und Wirken
Nicolaus Fransoyser war der Sohn von Johann Fransoyser und dessen Ehefrau Margaretha, T. d. Nicolaus Clericus (Pape). 1311 heiratete er Emeke (Ermegardis) de Monte (1319 †) (⚭ I Esicus de Nesse, Ratsherr 1289, lebt 1301; ⚭ II 1303 Johannes Miles II. [tot 1311]), die aus einem einflussreichen Hamburger Ratsgeschlecht stammte, Tochter von Johann I de Monte († 25. Juli 1287) (Mutter: Alheydis de Grove [seit 1288 vermählt mit Gert v. Metzendorf]), Ratsherr 1254, Bürgermeister 1286, und erster Frau (⚭ um 1270) Heseke (Hedwig), lebt 1301. Fransoyser wurde vor 1316 Ratsherr und war 1319 gemeinsam mit drei anderen Ratsherren im Besitz der vom Grafen von Holstein vergebenen Gerichtsbarkeit über das Kirchspiel Eppendorf und das Dorf Hummelsbüttel. In den Urkunden über Erwerbungen des Klosters St. Johannis ist Fransoyser mehrfach gemeinsam mit anderen Bürgermeistern und Ratsherren aufgeführt. Graf Johann III. vermachte ihm 1340 den Zehnten vom Grundbesitz in Hammerbrook.
Nach handgreiflichen Auseinandersetzungen im Dom mit dem Pfarrer von Bargteheide drohte Fransoyser 1330 ein Bann, den der Ratsherr jedoch abwenden konnte. 1332 wurde Fransoyser Hamburger Bürgermeister. Von 1336 bis 1355/56 vertrat er in führender Position die Stadt in langen Auseinandersetzung mit dem Domkapitel um die innerstädtischen Einflussbereiche. Er war mitverantwortlich für die Zuspitzung der Konflikte, die 1338 zu einem 18 Jahre andauernden Interdikt führten. Grund hierfür waren Übergriffe gegen Geistliche und deren Besitz. Es folgten komplizierte und kostspielige Rechtsstreitigkeiten an der römischen Kurie in Avignon. 1339 soll Fransoyser während einer Bursprake ein Verbot des Übergangs von weltlichen Gütern in geistigen Besitz ausgesprochen haben. Diese Position vertrat er auch bei Verhandlungen im April 1354 gegenüber Papst Innozenz VI. in Avignon. Hartwicus de Salina, Prokurator des Domkapitels, warf Fransoyser kirchen- und glaubensfeindliche Handlungen vor, darunter unrechtmäßiges Vorgehen gegen Geistliche, die kirchliche Freiheit, die Missachtung der Gerichtsbarkeit des Dompropstes sowie nicht korrekte Vorstellungen bezüglich Totenmessen. Daraus resultierende Maßnahmen gegen Fransoyser sind nicht bekannt.
Nachdem Kaiser Karl IV. 1355/56 in die Streitigkeiten vermittelnd eingegriffen hatte, konnte ein Vergleich erzielt werden. Bei Franzoysers Tod 1361 waren die Streitigkeiten geschlichtet.